# Morgan Parker
Morgan Parker es una poeta y editora estadounidense. Es autora de las colecciones de poesía Other People’s Comfort Keeps Me Up At Night (Switchback Books, 2015) y  There are More Beautiful Things than Beyoncé (Tin House Books, 2017).

## Educación
Parker se graduó en Antropología y Escritura Creativa en la Universidad de Columbia y obtuvo un máster en poesía en la Universidad de Nueva York.

## Carrera
Parker es editora en Little A y Day One. Ha enseñado escritura creativa en la Universidad de Columbia, ha sido cocuradora de las series de lecturas Poets With Attitude (PWA) con Tommy Pico, creadora y anfitriona de Reparations, Live! en el Ace Hotel de Nueva York, y es miembro de The Other Black Girl Collective con la poeta e intérprete Angel Nafis.
Su poesía ha sido incluida en publicaciones como The Awl, Poetry Foundation, Tin House y otros. Su trabajo también ha sido incluido en Why I Am Not A Painter (Argos Books), The BreakBeat Poets: New American Poetry in the Age of Hip-Hop, y The Best American Poetry 2016.
En diciembre de 2015 fue seleccionada como la bloguera destacada de la Poetry Foundation.

## Premios y honores
- 2017 - National Endowment for the Arts Literature Fellowship
- 2016 - Pushcart Prize
- 2013 - Gatewood Prize
- 2012 - Cave Canem Fellowship[7]

## Vida personal
Parker vivió en Nueva York pero se trasladó al sur de California en el verano de 2017.